# 科阿拉西
科阿拉西是巴西巴伊亚州的一个市镇。总面积296.82平方公里，总人口22597人，人口密度76.1人/平方公里。